# Slaget vid Wenden
Slaget vid Wenden ägde rum den 21 oktober 1578. En förenad svensk-polsk armé under Göran Boije och Andreas Sapieha besegrade i grunden en rysk armé. Den svensk-polska segern säkrades när det ryska kavalleriet drevs på flykten i skymningen. De ryska förlusterna uppgick till 7 000 man samt 24 kanoner. Slaget innebar en vändpunkt i kriget, och under de kommande åren pressades ryssarna tillbaka från Östersjön av svenska och polska arméer.